# Karl-Heinrich von Groddeck
Karl-Heinrich Erich Moritz von Groddeck (ur. 19 lipca 1936 w Tutow, zm. 14 grudnia 2011 w Müllheim im Markgräflerland) – niemiecki wioślarz reprezentujący RFN, trzykrotny medalista olimpijski, mistrz świata.

## Kariera
Wystąpił na igrzyskach olimpijskich w Melbourne w 1956, gdzie Wspólna Reprezentacja Niemiec w składzie: Karl-Heinrich von Groddeck, Horst Arndt i Rainer Borkowsky (sternik) zdobyła srebrny medal w dwójkach ze sternikiem. W finale o 3,1 sekundy przegrali z osadą USA, a o 4,9 sekundy wyprzedzili osadę ZSRR. Na rozgrywanych cztery lata później igrzyskach olimpijskich w Rzymie startował w ósemkach. Razem z Manfredem Rulffsem, Walterem Schröderem, Frankiem Schepke, Kraftem Schepke, Karl-Heinzem Hoppem, Klausem Bittnerem, Hansem Lenkiem i Willim Padge zdobył złoty medal, w finale wyprzedzając reprezentacje Kanady i Czechosłowacji. Brał także udział w igrzyskach olimpijskich w Tokio w 1964, zdobywając kolejny medal w ósemkach. W wyścigu finałowym Klaus Aeffke, Klaus Bittner, Moritz von Groddeck, Hans-Jürgen Wallbrecht, Klaus Behrens, Jürgen Schröder, Jürgen Plagemann, Horst Meyer i Thomas Ahrens zajęli drugie miejsce, rozdzielając osady USA i Czechosłowacji.
W ósemce zdobył także złoto na mistrzostwach świata w Lucernie w 1962. W konkurencji tej zwyciężał również na mistrzostwach Europy w Mâcon (1959), mistrzostwach Europy w Kopenhadze (1963) i mistrzostwach Europy w Amsterdamie (1964). Ponadto zwyciężał w dwójkach ze sternikiem na mistrzostwach Europy w Bledzie (1956) i mistrzostwach Europy w Duisburgu (1957).
Dwunastokrotnie zdobywał mistrzostwo kraju. Dwukrotnie odznaczony Srebrnym Liściem Laurowym. Po zakończeniu kariery pracował między innymi jako dziennikarz sportowy.